# Chiến tranh
Chiến tranh (Tiếng Anh: war) là một mức độ xung đột vũ trang giữa các quốc gia, chính phủ, xã hội hoặc các nhóm bán quân sự như lính đánh thuê, quân nổi dậy và dân quân do sự mâu thuẫn về ý thức hệ, sắc tộc và tôn giáo nhằm tranh giành lợi ích về kinh tế và chính trị. Nó thường được đặc trưng bởi bạo lực cực đoan, xâm lược, phá hủy và tử vong, sử dụng lực lượng quân sự thường xuyên hoặc không thường xuyên. Chiến tranh đề cập đến các hoạt động và đặc điểm chung của các loại chiến tranh, hoặc của các cuộc chiến nói chung. Chiến tranh toàn diện là chiến tranh không bị giới hạn trong các mục tiêu quân sự hợp pháp, và có thể dẫn đến những đau khổ và thương vong dân sự không chiến đấu khác.
Các nghiên cứu học thuật về chiến tranh đôi khi được gọi polemology trong tiếng Anh (/ˌpɒləˈmɒlədʒi/ POL-ə-MOL-ə-jee), từ tiếng Hy Lạp polemos, có nghĩa là "chiến tranh", và -logy, ý nghĩa "việc nghiên cứu".
Trong khi một số học giả coi chiến tranh là một khía cạnh phổ quát và tổ tiên của bản chất con người, những người khác cho rằng đó là kết quả của hoàn cảnh văn hóa xã hội, kinh tế hoặc sinh thái cụ thể.

## Nguyên nhân
Nguyên nhân của chiến tranh thường do mâu thuẫn giữa các giai cấp, dân tộc, tôn giáo phát triển đến mức gay gắt nhất hoặc do mâu thuẫn trong nội bộ một dân tộc, tôn giáo.
Nói tóm lại, chiến tranh là sự xung đột do từ mâu thuẫn ý thức giữa các tư tưởng khác nhau. Nguyên nhân của những mâu thuẫn này xuất phát từ tham vọng riêng của từng thực thể con người. Khi những tham vọng này đối chọi nhau đến mức độ căng thẳng cao độ thì chiến tranh xảy ra. Chỉ khi nào tồn tại 2 bên đối nghịch nhau thì chiến tranh mới bùng nổ. Những hình thức chiến tranh đi từ hình thức thô thiển như chiến tranh vũ trang đến thể loại chiến tranh vi tế như sử dụng văn hóa để công kích.
Tính chất đặc trưng của các ý thức hệ là tìm cách đồng hóa các ý thức hệ còn lại để còn lại một thể duy nhất. Chiến tranh có thể xem như quá trình đồng hóa các hệ ý tưởng của các bên đối lập nhau. Chiến tranh leo thang là do sự đồng hóa này chưa dừng lại.
Hậu quả của chiến tranh không chỉ có sự hoang tàn mà còn có cả sự tiến bộ. Chiến tranh là thành phần không thể thiếu trong quá trình tiến hóa của tất cả các sinh vật, đoàn thể, tổ chức hầu đạt được mục tiêu sống còn và phát triển.

### Theo các học thuyết lịch sử
Những người theo thuyết lịch sử chú ý đến khía cạnh bất khả kháng của chiến tranh, họ cho rằng nó ngẫu nhiên như là một tai nạn giao thông. Có thể có các điều kiện, tình huống giống như là sắp xảy ra chiến tranh nhưng người ta không thể tiên đoán được thời gian và địa điểm xảy ra chiến tranh. Các nhà xã hội học phê phán cách tiếp cận này, họ cho rằng sự bắt đầu của các cuộc chiến tranh là do một số nhà lãnh đạo đưa ra, đó không phải là tai nạn thuần túy. Vẫn còn có những bất đồng nhưng thực sự rất khó khăn trong việc xây dựng một hệ thống tiên đoán về chiến tranh.

### Theo các học thuyết tâm lý chiến tranh
Theo thuyết này, chiến tranh xuất phát từ tâm lý của con người, cho rằng đó là "bản năng xâm lược" của con người, là "hành vi" của con người. Các đại diện của thuyết này như E.F.M. Durban và John Bowlby cho rằng loài người đặc biệt là đàn ông sinh ra đã có thói quen xung đột. Thông thường những loại xung đột này bị kìm nén bởi xã hội, nó cần một cơ hội để giải thoát các xung đột bằng chiến tranh.

### Theo các học thuyết về nhân khẩu
Học thuyết nhân khẩu có 2 nhóm: những người theo thuyết Malthus và những người theo thuyết bùng nổ dân số trẻ.
Học giả người Anh Thomas Robert Malthus (1766–1834) cho rằng dân số luôn tăng dù chúng bị hạn chế bởi chiến tranh, bệnh tật và đói kém. Đây là lý thuyết được tính toán với xã hội trước đây khi mà nền sản xuất chưa phát triển và tỷ lệ tăng dân số không điều khiển được. Theo thuyết Malthus thì sự mất cân bằng giữa việc tăng dân số và tăng thức ăn là nguồn gốc của xung đột. Nghĩa là trong khi dân số tăng theo cấp số nhân thì nguồn tài nguyên, của cải lại tăng theo cấp số cộng tạo ra sự mất cân đối dẫn đến chiến tranh. Lý thuyết bùng nổ dân số trẻ lại quan niệm do sự mất cân đối giữa những lực lượng trẻ được đào tạo, đến tuổi trưởng thành, cần có việc làm và số lượng những vị trí có thể cho họ trong xã hội là nguyên nhân cơ bản dẫn đến sự nổi loạn trong xã hội (bao gồm cả chiến tranh). Theo các học thuyết này "con người cần thức ăn, cần vị trí nên họ bắn nhau".

### Theo học thuyết củaChủ nghĩa Marx

#### Khái niệm
Chiến tranh là hiện tượng chính trị – xã hội mang tính lịch sử, là hoạt động đấu tranh giữa các giai cấp, các nhà nước, các lực lượng chính trị có địa vị, lợi ích đối lập nhau trong một nước hoặc giữa các nước nhằm đạt được mục đích chính trị nhất định.

#### Đặc điểm
- Là hiện tượng chính trị xã hội mang tính lịch sử.
- Là hoạt động đấu tranh vũ trang (bạo lực vũ trang) có tổ chức.
- Nhằm đạt được một mục đích chính trị nhất định.